# Cégep Vanier
Pour les articles homonymes, voir Vanier.
Le Cégep Vanier (ou collège Vanier) est un cégep québécois anglophone situé à Montréal, dans l'arrondissement de Saint-Laurent, à quelques pas du Cégep de Saint-Laurent.
Fondé en 1970, il est maintenant le troisième plus grand établissement collégial anglophone au Québec.
Il est nommé en l'honneur du gouverneur-général Georges Vanier.

## Programmes

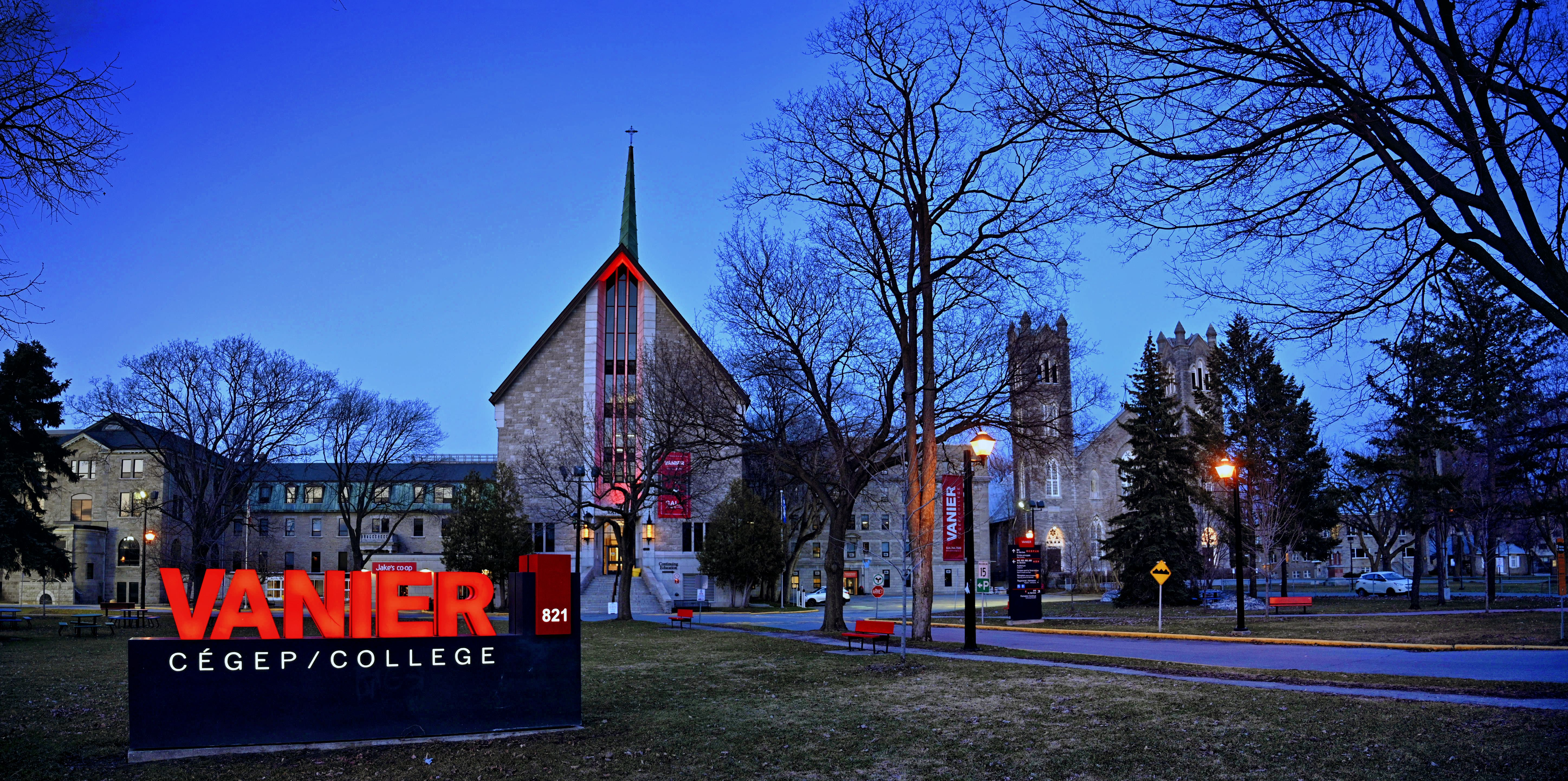
Vanier, vu de la rue Sainte-Croix

Le Cégep Vanier offre les programmes pré-universitaires de 2 ans en commerce, communications, langues modernes, musique, sciences, sciences humaines ainsi que certains programmes de formation professionnel de 3 ans incluant la santé animale, l'architecture, la bio-écologie, l'administration, les sciences infirmières, et plusieurs autres.
L'établissement est réputé pour ses équipes de sport en basket-ball, football canadien, rugby et soccer.

## Diplômés et professeurs reconnus
- Judith Lermer Crawley, photographe
- Marco Micone, écrivain
- Thomas Mulcair, homme politique
- David Payne, homme politique

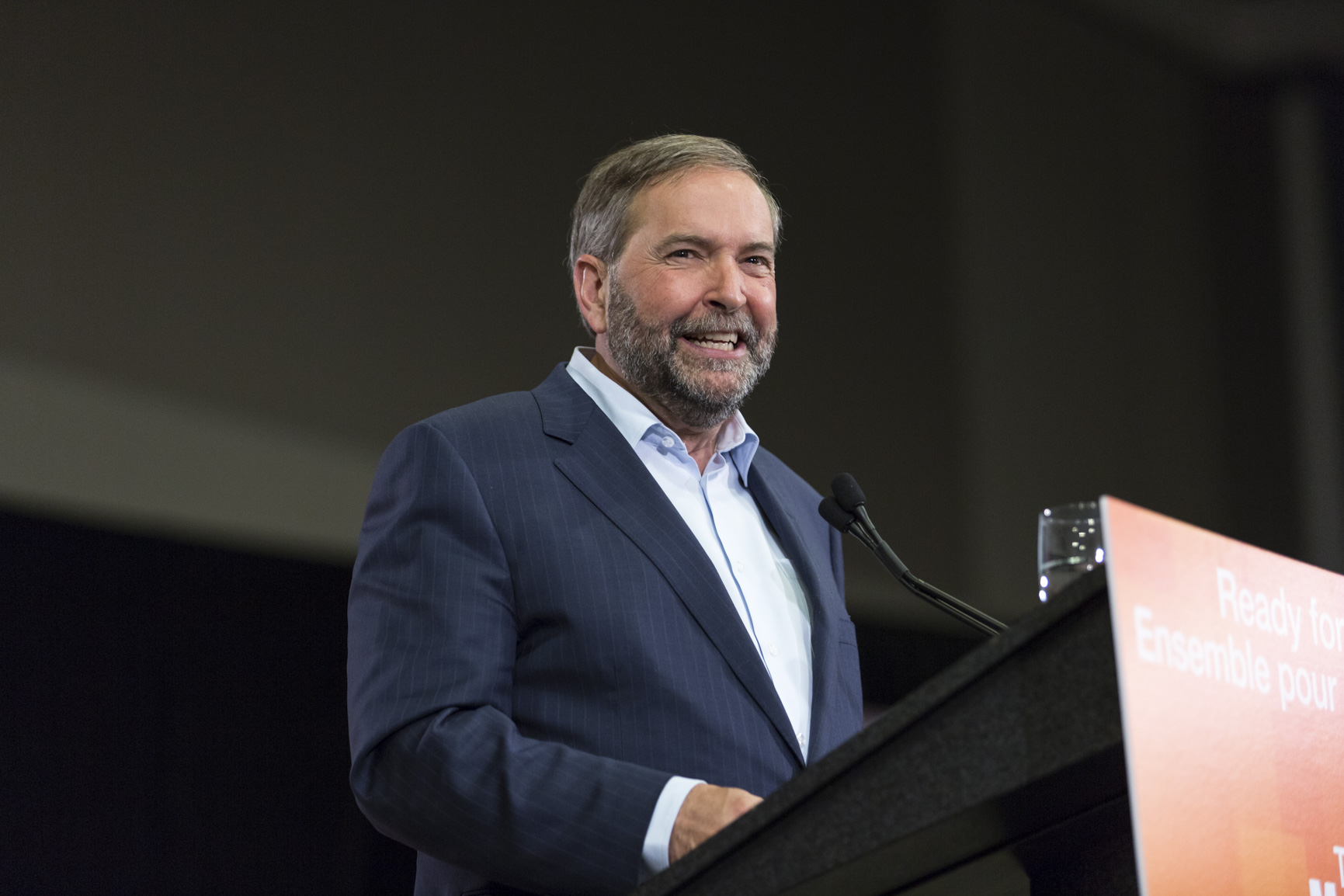
Thomas Mulcair, commentateur politique et chef de l'opposition officielle à la Chambre des Communes de 2012 à 2015, est un ancien étudiant du Cégep Vanier College.

- John Sanford Moore, animateur de radio
- Joseph Schwarcz, chimiste
- Kahsennenhawe Sky-Deer, grande cheffe du conseil de la communauté mohawk québécoise de Kahnawake
- Patrick Watson, pianiste, musicien et chanteur